# Laccophilus tonkinensis
Laccophilus tonkinensis är en skalbaggsart som beskrevs av Michel Brancucci 1983. Laccophilus tonkinensis ingår i släktet Laccophilus och familjen dykare. Inga underarter finns listade i Catalogue of Life.